# Angelina Grimké
Angelina Emily Grimké (ur. 20 lutego 1805 w Charleston, Karolina Południowa, zm. 26 października 1879 w Hyde Park (część dzisiejszego Bostonu), Massachusetts) – amerykańska abolicjonistka i sufrażystka. Działała wspólnie z siostrą, Sarą Grimké. Bohaterka powieści Czarne skrzydła Sue Monk Kidd.

## Życiorys
W 1835 roku Angelina Grimké napisała list przeciw niewolnictwu, który wydrukowało czasopismo abolicjonistów "Liberator". Jej abolicjonistyczny apel do kobiet z Południa "An Appeal to the Christian Women of the South" został w 1836 roku publicznie spalony w Karolinie Południowej, i obie siostry Grimké zostały uznane za zasługujące na areszt w razie powrotu do rodzinnego stanu.
Były pierwszymi Amerykankami, które przekroczyły wyznaczoną kobietom barierę przed wystąpieniami w sferze publicznej. W 1837 roku siostry wygłosiły w Bostonie serię wykładów przeciw niewolnictwu.
Po ślubie z Teodorem Weldem Angelina wycofała się z życia publicznego, choć prywatnie nadal edukowała i wspierała ruch abolicjonistyczny i byłych niewolników.